# Antharmostes interalbicans
Antharmostes interalbicans là một loài bướm đêm trong họ Geometridae.